# Castlevania Judgment
Castlevania Judgment é um jogo de luta 3D desenvolvido pela Konami exclusivamente para o Wii. O jogo é baseado na série de jogos Castlevania, sendo o primeiro de luta da série.

## História
De acordo com Iga; "Assim como muitos de vocês sabem,a cronologia de Castlevania vai mais de 1000 anos", "E há um personagem tentando destruir esse cronograma devido a forças mágicas,então uma variedade de personagens de diferentes épocas serão reunidas por ele."
O monstro Galamoth planeja enviar o Time Reaper,um ceifeiro destruidor do tempo de 10.000 anos no futuro para o passado,com o objetivo  de destruir Drácula,rival de Galamonth,e mudar a história consequentemente.O viajante do tempo Aeon descobre isso e decide reunir os grandes campeões de diferentes épocas da história em uma fenda do tempo,a fim de encontrar um escolhido capaz de destruir Time Reaper.
Neste mundo,uma batalha foi travada entre os caçadores de vampiros e sua caça muitas vezes.Treze pessoas de todo o mundo foram chamadas em uma dimensão alternativa através de uma fenda no tempo.Um homem misterioso chamado Aeon aparece antes do 13 e diz ao campeão "se você passar no teste,você pode ter o seu desejo..."
O julgamento é uma batalha entre os que estavam reunidos.Mas o que eles vão ganhar se passar no teste?E como eles escaparão da fenda do tempo?Uma épica batalha entre as eras unidas entre o destino está prestes a começar!
E como nos jogos de luta mais tradicionais,há uma história em torno de cada personagem.

## Jogabilidade
O jogo dispõe de cenários em 3D, utilizando os controles sensíveis ao movimento do Wii. O Wii Remote é utilizado para todos os ataques, incluindo os ataques básicos e de armas,mover o Wii Remote e o Nunchuck é utilizado para mover o personagem e para defesa. Os jogadores podem se movimentar livremente pelo cenário.
Cada personagem utiliza diferente tipos de arma que ser disponibilizadas dependendo da interação do personagem com o ambiente. Os jogadores podem ainda utilizar a Nintendo Wi-Fi Connection para partidas online,além de poderem conectar com o jogo Castlevania: Order of Ecclesia do Nintendo DS para desbloquear conteúdo bônus em ambas versões.

## Personagens
Os personagens expandem a história da franquia Castlevania.Quando o jogo foi anunciado,seis personagens foram confirmados: Simon Belmont,Dracula,Death,Alucard,Maria e Shanoa.Outros personagens incluem inimigos e chefes conhecidos da franquia.Outros personagens não jogáveis aparecem durante as fases,servindo de obstáculos que podem ser eliminados para recuperar energia.Ao todo, os personagens são 14,sendo estes: